# En un rincón de España
En un rincón de España és una pel·lícula dramàtica espanyola del 1949 dirigida per Jerónimo Mihura Santos i protagonitzada per Carlos Agostí, Juan de Landa i Blanca de Silos. Va ser la primera pel·lícula espanyola rodada en color de cinefotocolor. Part de la narració retrata la vida dels refugiats polítics polonesos establerts a Espanya.

## Sinopsi
Pablo és un patró pesquer que recull uns nàufrags polonesos, i la mestra del poble reconeix entre ells el seu promès, desaparegut fa anys.

## Repartiment
- Carlos Agostí - Pablo
- José Bruguera - Padre Luis
- Jesús Castro Blanco - Metge
- Arturo Cámara - Comissari
- Juan de Landa - Alcalde
- Blanca de Silos - Lida Kluber
- Osvaldo Genazzani - Stanis Kluber
- José Isbert - Tío Tomás, el pescador
- María Martín - Rosa María
- Adriano Rimoldi - Vladimir
- Conrado San Martín - Ian Eminowicz
- Aníbal Vela - Juan Carlos
- Bartolomé Planas
- Manuel Requena
- Juan Manuel Soriano

## Producció
Tot i l'ambientació gallega del guió, el rodatge es va fer a Tamariu i Tossa de Mar, llevat l'escena de la invasió de Varsòvia del 1939, que es va fer a l'Estació de França de Barcelona. El seu pressupost era de 3.167.734,87 pessetes i el muntador fou el futur director Antonio Isasi-Isasmendi.

## Premis
La pel·lícula va aconseguir un premi econòmic de 250.000 ptes, als premis del Sindicat Nacional de l'Espectacle de 1948.